# جنرال سانتوس
جنرال سانتوس (به لاتین: General Santos) یک شهر در فیلیپین است که در استان کوتاباتو جنوبی واقع شده‌است.

## خصوصیات
جنرال سانتوس ۴۹۲٫۸۶ کیلومترمربع مساحت و ۵۳۸٬۰۸۶ نفر جمعیت دارد و ۱۵٫۰ متر بالاتر از سطح دریا واقع شده‌است.

## خواهرخوانده
شهر Naga خواهرخواندهٔ جنرال سانتوس هست.